# Epipremnum moluccanum
Epipremnum moluccanum — вид квіткових рослин, що належать до роду Epipremnum і родини Araceae.

## Поширення і середовище проживання
Його батьківщиною є Малукські острови.